# Condado de Godó
El condado de Godó, con grandeza de España, es un título nobiliario español creado por el rey Alfonso XIII de España en favor de Ramón Godó Lallana, diputado a Cortes e hijo del fundador del diario La Vanguardia —Carlos Godó y Pié—, el 30 de octubre de 1916 por real decreto y el 2 de diciembre del mismo año por real despacho. El 12 de julio de 2008, el rey Juan Carlos I de España le concedió al actual conde de Godó, para unir al título, la grandeza de España.

## Condes de Godó
|                           | Titular                   | Periodo                   |
| Creación por Alfonso XIII | Creación por Alfonso XIII | Creación por Alfonso XIII |
| ------------------------- | ------------------------- | ------------------------- |
| I                         | Ramón Godó Lallana        | 1916-1931                 |
| II                        | Carlos Godó Valls         | 1956-1987                 |
| III                       | Javier Godó Muntañola     | desde 1988                |

## Historia de los condes de Godó

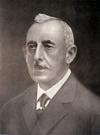
Ramón Godó Lallana, I conde de Godó.

- Ramón Godó Lallana (Bilbao, 11 de mayo de 1864-Barcelona, 20 de septiembre de 1931), I conde de Godó, gran cruz del Mérito Militar.[1]

Casó con Rosa Valls y Valls. El 14 de abril de 1956 le sucedió su hijo:
- Carlos Godó Valls (Barcelona, 6 de abril de 1899-22 de diciembre de 1987), II conde de Godó, presidente de La Vanguardia (1931-1987), diputado a Cortes y presidente de la Sociedad Económica Barcelonesa de Amigos del País (1966-1974).

Casó con María de Monserrat Muntañolas y Trinchet. El 15 de septiembre de 1988, tras solicitud cursada el 14 de abril del mismo año (BOE del 6 de mayo) y orden del 24 de junio para que se expida la correspondiente carta de sucesión (BOE del 6 de julio), le sucedió su hijo:
- Javier Godó Muntañola (n. Barcelona, 13 de diciembre de 1941), III conde de Godó y grande de España.[2]

Casó en 1966, en primeras nupcias, con su prima María Antonia Valls Klein, con quien ha tenido dos hijos: a Carlos Godó y Valls Klein (n. 1967) y a Ana Godó y Valls Klein (n. 1969).
Casó, en segundas nupcias, con María del Carmen Godia.
Casó en 1999, en terceras nupcias, con su prima Marisa Falcó de Godó.